# JUNK STORY
『JUNK STORY』（ジャンク・ストーリー）は、1998年5月2日に死去した日本の音楽家hideのドキュメンタリー映画。hideの生誕50周年を記念して制作され、佐藤太が監督した。生前のhideを知る人物へのインタビューや当時の映像などを通じてでhideの生涯を振り返りつつ、彼の「音楽」「人間性」「精神世界」にフォーカスを当てている。俳優の塚本高史がナレーションを務めた。

## インタビュー
- YOSHIKI
- I.N.A
- 森重樹一
- J
- 松本裕士
- PATA
- JOE
- Kiyoshi
- CHIROLYN
- DIE
- kyo
- Tetsu
- 木村世治
- YANA
- SEX GEORGE
- defspiral
- CUTT
- 小杉茂
- ダイナマイト・トミー
- エリック・ウェストフォール

## スタッフ
- 監督：佐藤太
- プロデューサー：松村龍一、伊藤圭介
- 撮影：小宮由紀夫
- オリジナル・サウンドトラック：I.N.A
- 照明：佐々木貴史
- 録音・整音：吉田憲義
- 編集：深野俊英
- 配給：Live’Spot
- 制作：SKIYAKI